# Nora Haugen
Nora Haugen (* 22. Juli 2003 in Sandnes) ist eine norwegische Leichtathletin, die sich auf den Mittelstreckenlauf spezialisiert hat.

## Sportliche Laufbahn
Erste Erfahrungen bei internationalen Meisterschaften sammelte Nora Haugen im Jahr 2021, als sie bei den U20-Europameisterschaften in Tallinn mit 55,40 s in der ersten Runde im 400-Meter-Lauf ausschied und mit der norwegischen 4-mal-400-Meter-Staffel in 3:36,41 min den vierten Platz belegte. 2022 begann sie ein Studium an der St. John’s University in den Vereinigten Staaten. 2025 belegte sie bei den U23-Europameisterschaften in Bergen in 2:01,60 min den siebten Platz im 800-Meter-Lauf und gelangte im Staffelbewerb mit 3:30,88 min auf Rang sechs.
2025 wurde Haugen norwegische Meisterin in der 4-mal-800-Meter-Staffel.

## Persönliche Bestleistungen
- 400 Meter: 54,19 s, 6. Juli 2025 in Sandnes
  - 400 Meter (Halle): 54,49 s, 15. Februar 2025 in Boston
  - 600 Meter (Halle): 1:29,00 min, 7. Dezember 2024 in New York City
- 800 Meter: 2:01,60 min, 19. Juli 2025 in Bergen
  - 800 Meter (Halle): 2:04,64 min, 1. März 2025 in Chicago